# Hatiora
Genre
Classification phylogénétique
Hatiora est un genre de plantes à fleurs de la famille des Cactaceae et composé d'espèces de plantes charnues généralement à fleurs roses dont :
- Hatiora gaertneri (Regel) Barthlott
- Hatiora rosea (Lagerheim) Barthlott
- Hatiora salicornioides (Haw.) Britton & Rose

Hatiora gaertneri est communément appelé « cactus de Pâques ». On le confond parfois avec le cactus de Noël mais les périodes de floraison sont différentes (Noël et Pâques) et les fleurs ne se ressemblent pas.
Ce sont des plantes épiphytes ou lithophytes de la zone néotropicale (Brésil).

## Remarque
Le genre Rhipsalis est très proche du genre Hatiora mais il s'agit bien d'un genre distinct.